# Thomas Riggs junior

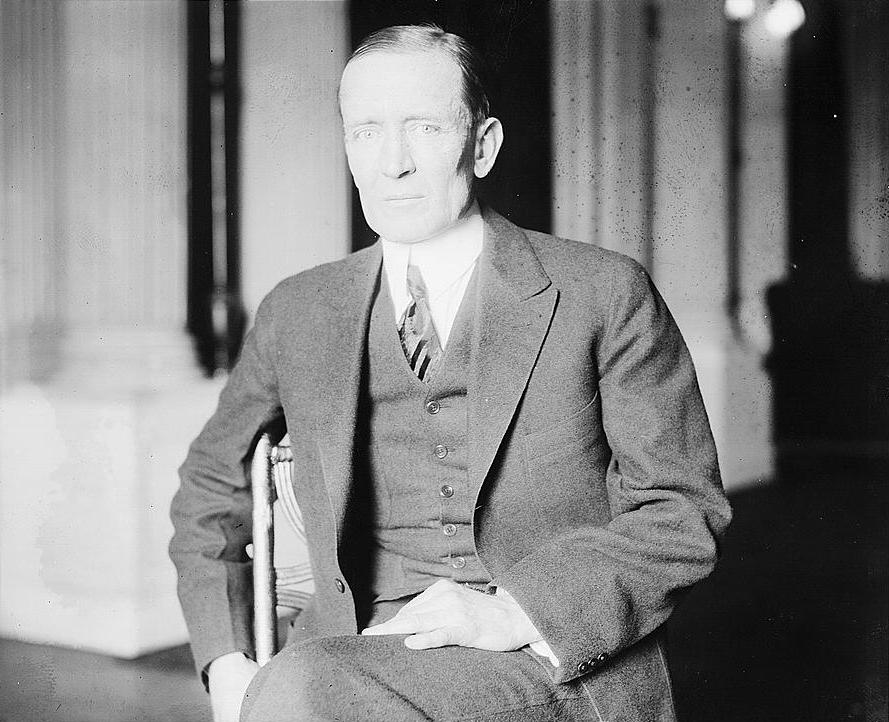
Thomas Riggs (1920)

Thomas Christmas Riggs Jr. (* 17. Oktober 1873 in Ilchester, Howard County, Maryland; † 16. Januar 1945 in Washington, D.C.) war ein US-amerikanischer Politiker und Gouverneur des Alaska-Territoriums zwischen 1918 und 1921. Er war ein Mitglied der Demokratischen Partei und gehörte der Episkopalkirche an.

## Werdegang
Thomas Riggs, Sohn von Thomas Riggs und Catherine Winter (Gilbert) Riggs, wurde am 17. Oktober 1873 in Ilchester geboren. Er machte seinen Abschluss an der Princeton University. Danach war er zwischen 1897 und 1901 im Bauholzgeschäft im District of Alaska tätig und von 1903 bis 1905 bei der Boundary Survey. Anschließend war er zwischen 1906 und 1913 als Ingenieur der Alaskan Boundary Survey tätig. Am 30. April 1913 heiratete er Renee Marie Coudert. Später wurde er zum Gouverneur des Alaska-Territoriums ernannt, ein Amt, das er bis 1921 innehatte. Er war auch 1920 ein Delegierter des Alaska-Territoriums bei der Democratic National Convention. Später war er zwischen 1936 und 1945 ein United States Commissioner der International Boundary Commission. Außerdem hatte er den Vorsitz über die Fairbanks Division, die die Befugnisse über die Standorte und den Bau der Regierungseisenbahnen in Alaska innehatte, bevor das Amt des Gouverneurs von Alaska geschaffen wurde.
Er verstarb am 16. Januar 1945 in Washington, D.C. und wurde auf dem Greenmount Cemetery in Baltimore beigesetzt.

## Ehrungen
Die American Geographical Society benannte 1947 das Riggs Glacier ihm zu ehren.